# 偽装出向
偽装出向（ぎそうしゅっこう）とは、契約上は出向であるのに実態は労働者供給事業である状態を指す。

## 日本の法律上の取り扱い

### 職業安定法第44条との関係
労働者が派遣元と派遣先の両方と雇用関係がある状態は職業安定法44条で禁止されている労働者供給事業にあたる。しかし下記の目的に則した出向の場合は供給事業とは判断されない。
1. 労働者を離職させず関係会社（子会社・親会社などの支配的資本関係のある会社に限る）において雇用機会を確保する
2. 経営指導、技術指導の実施
3. 職業能力開発の一環として行う
4. 企業グループ内の人事交流の一環として行う

上記のいずれかに該当しても、出向を業とする場合は労働者供給事業となり、職業安定法第44条の禁止規定違反となる。出向におけるわずかな手数料や金銭的な益であっても、事業行為は全て労働者供給事業となり、労働基準法第6条（中間搾取の禁止）に違反する。
また出向先への役務の提供は法人税の課税仕入れに該当する。仮にこれを無償として提供することは、出向元法人において、出向先法人への無償の利益供与として寄附金・贈与の問題が発生し、その申告を行なわければ税務上の違法行為となる。
税法上の適用については法人税法第３７条第６項の「無償供与をした場合の寄附金の額は無償供与をした時の経済的利益の価額による」、法人税法第３７条第7項の「経済的利益の供与の対価が低額なときは供与時の価額との差額を寄附金に含める」の規定と、法人税法第２２条第２項の「有償又は無償による役務の提供も益金の額に算入すべき収益の額とする」の規定から判断される。

### 労働者派遣法との類似
労働者派遣では事前面接などの特定目的行為は禁止されており違反をおかすことにより、労働者供給事業とみなされる可能性がある。労働者供給事業免責の構成条件を満たす出向であっても、出向元と雇用関係が成立する前に出向先との事前面接や履歴書・スキルリスト受領などの特定目的行為が行われた場合は、職業安定法第44条の禁止規定違反となる。派遣元との雇用関係と、派遣先での指揮命令関係が前提となる労働者派遣事業と出向は類似点が多い。

### 偽装請負との相違・類似点
偽装請負は派遣元において支配関係、派遣先で指揮命令が行われている状態を指す。派遣元、派遣先の両方で雇用関係を持つ偽装出向は、労働者供給事業を行っていることが共通点である。

### 移籍出向
派遣元との雇用・支配関係がない移籍出向の場合は、労働者供給事業には該当しないが、事業所は職業紹介事業の許可が必要となる。

## 社会での問題意識
同様に労働者派遣を隠蔽する手段である偽装請負が社会的問題としてクローズアップされつつあるのと同様、使用者責任を逃れるための手段として使われている実態が徐々に明らかになりつつある。

## 被害者の対応策
偽装出向の契約をしてしまった場合は、検察庁直告班、警察本部に速やかに刑事告訴することが肝要である。告訴事由については職業安定法第44条の労働者供給事業の禁止規定の違反となる。